# Gospel with no lord
Gospel with no lord (w wolnym tłumaczeniu "Gospel bez boga") - utwór Camille znanej z występów m.in. z grupą Nouvelle Vague.
Utwór stylistycznie wzorowany jest na rodzaju chrześcijańskiej muzyki obrzędowej - gospel, jednocześnie tekst utworu jest sprzeczny z ww. stylem (Bóg jest mniej ważny niż rodzina lub chomik). Tekst utworu jest w dwóch językach: angielskim i francuskim.